# Bandera de Sant Pere de Riudebitlles
La bandera oficial de Sant Pere de Riudebitlles té la descripció següent:
Bandera apaïsada de proporcions dos d'alt per tres de llarg, dividida en diagonal ascendent en tres parts: la del pal, doble que les altres dues, blava fosca; la del mig, blanca, i la del vol, groga. Al cantó del pal, separada de l'angle per 1/9 de l'alt del drap, una branca estilitzada de créixens, d'altura 1/3 de la del drap, de color groc.